# Nombre de Stefan
El nombre de Stefan (St o Ste) es defineix com la relació entre la calor sensible i la calor latent. Ve donada per la fórmula
{\displaystyle \mathrm {Ste} ={\frac {c_{p}\Delta T}{L}},}
on
- cp és la calor específica,
- ∆T és la diferència de temperatura entre les fases,
- L és la calor latent de fusió.

Aquest nombre adimensional és útil en l'anàlisi de problemes de Stefan. El paràmetre fou desenvolupat dels càlculs de Josef Stefan sobre el canvi de fase d'aigua a gel als casquests polars.